# Laudario di Cortona. Un mystère du XIIIe siècle
Laudario di Cortona. Un mystère du XIIIe siècle es un álbum de música medieval grabado en el año 1995 y publicado en 1996 por el Ensemble Organum, bajo la dirección de Marcel Pérès. 
La grabación contiene 7 laude del famoso Laudario di Cortona relacionadas con varias etapas de la vida de Cristo, como la Anunciación, el nacimiento, la adoración de los Magos, la Pasión, la Crucifixión y la Resurrección. Entre estas laude se han intercalado varias piezas polifónicas procedentes de manuscritos de la misma región y periodo, principalmente motetes e himnos.
Una particularidad de esta grabación es la presencia de cantantes corsos de música tradicional que ya habían trabajado anteriormente con el director Marcel Pérès. Esto se debe a que en Córcega todavía se mantienen vivas las antiguas tradiciones del canto monódico basado en textos poéticos. También ha intervenido en el disco la cantante del Ensemble Micrologus, Patrizia Bovi, procedente de Asís, localidad en la que también se han mantenido vivas dichas tradiciones antiguas en la festividad de Calendimaggio.

## Pistas
Annonciation
1. "Dal ciel venne messo novello" (Lauda VI) - 8'51
2. "Ave Regina" / "Mater innocencie" / "Ite missa est" (Motete de Marchetto de Padua) - 3'34
Nativité
3. "Christo è nato et humanato" (Lauda XVII) - 6'56
Les Rois Mages
4. "Stella nova 'n fra la gente" (Lauda XVIII) - 5'44
5. "Puer natus" (Himno) - 2'25
Annonce des souffrances du Christ
6. "Ben è crudele e spïetoso" (Lauda XXII) - 9'51
La passion et la mise en croix
7. "De la crudel morte de cristo on'hom pianga amaramente" (Lauda XXIII) - 10'55
8. "Onne homo ad alta voce laudi la vera croce" (Lauda XXV) - 7'44
Déposition de la croix
9. "Media vita" (Responsorio) - 5'48
Adoration du tombeau
10. "Ortorum virentium" / "Virga Jesse" / "Victime paschali laudes" (motete) - 1'57
Résurrection
11. "Iesú cristo glorïoso" (Lauda XXVI) - 10'47
12. "Crucifixum in carne" (Letanía) - 4'58

Estas piezas provienen de los siguientes manuscritos:
- Cortona, Biblioteca del Comune e dell'Accademia Etrusca 91 (Laudario di Cortona): 1, 3, 4, 6, 7, 8, 11
- Oxford, Bodleian Library, Canonici Class. latin 112: 2
- Módena, Biblioteca Estense e Universitaria a.M.5.24 (Latino 568; olim IV.D.5): 5
- Florencia, Biblioteca Nazionale Centrale, Magliabechiano II I 122, Banco Rari 18: 10
- Reggio Emilia, Biblioteca Municipale C 408: 12

## Intérpretes
- Marcel Pérès (director)
- Malcolm Bothwell
- Jean-Étienne Langianni
- Jean-Pierre Lafranchi
- Jérôme Casalonga
- François-Philippe Barbalosi
- Pascale Poulard
- Patrizia Bovi
- Gilberte Casabianca
- Aline Filippi

## Información adicional
- Referencias: Harmonia Mundi HMC 901582